# Angelo Badalamenti
Angelo Badalamenti (Brooklyn, 22 de março de 1937 – Lincoln Park, 11 de dezembro de 2022) foi um compositor ítalo-estadunidense, famoso pelas trilhas sonoras que produziu para os filmes de David Lynch, como Blue Velvet, Twin Peaks e Mulholland Drive. Por "Twin Peaks Theme", recebeu o Grammy Award de Melhor Desempenho Instrumental Pop em 1991.